# Regione di Gorgol
La regione di Gorgol (in arabo:ولاية كركول) è una regione (wilaya) della Mauritania con capitale Kaédi.
La regione è suddivisa in 4 dipartimenti (moughataas):
- Kaédi
- Maghama
- M'Bout
- Monguel